# Mamie Till
Mamie Elizabeth Till-Mobley, alla nascita Mamie Elizabeth Carthan (Webb, 23 novembre 1921 – Chicago, 6 gennaio 2003), è stata un'educatrice e attivista statunitense, impegnata nel movimento per i diritti civili degli afroamericani in seguito al linciaggio del figlio quattordicenne Emmett Till avvenuto il 28 agosto 1955 a Drew, in Mississippi.

## Biografia
Nata in Mississippi, la famiglia si trasferì dagli Stati Uniti meridionali durante la grande migrazione afroamericana, e nel 1924 arrivò ad Argo, una cittadina nei pressi di Chicago dove due anni prima il padre aveva trovato lavoro.
All'età di diciotto anni Mamie conobbe Louis Till, che sposò il 14 ottobre 1940. Dal loro matrimonio nacque Emmett Till, ma i due divorziarono nel 1942 dopo che Mamie scoprì l'infedeltà di Louis, il quale si rivelò violento nei confronti dell'ex moglie, tanto da ricevere un ordine restrittivo, più volte violato, fino a che un giudice lo costrinse a scegliere tra l'arruolamento nell'esercito degli Stati Uniti o il carcere. Scegliendo il primo, si arruolò nell'esercito nel 1943 e, in seguito a crimini perpetrati in Italia, fu giustiziato nel 1945.
All'inizio degli anni 1950 Mamie e il figlio Emmett si trasferirono nel South Side di Chicago. Qui Mamie conobbe e sposò "Pink" Bradley, dal quale divorziò due anni dopo. A Chicago Mamie lavorava come impiegata nella United States Air Force.

### L'omicidio del figlio Emmett e l'attivismo
Nel 1955, quando aveva 14 anni, Emmett andò a trascorrere l'estate dai cugini a Money, in Mississippi, dove fu rapito dalla casa degli zii, portato in un fienile e brutalmente linciato in seguito all'accusa di aver interagito con modi inappropriati con una donna bianca. Il corpo di Emmett fu ritrovato nei pressi di un fiume con il volto irriconoscibile a causa dei traumi subiti. L'unico segno di riconoscimento era un anello d'argento appartenuto al padre.
Un mese dopo l'accaduto, Roy Bryant e il fratellastro J.W. Mialm vennero processati per il rapimento e l'omicidio di Emmett, ma furono assolti dalla giuria dopo un processo di cinque giorni. Appena sei mesi dopo, tutelati dal double jeopardy, i due confessarono alla stampa l'omicidio.
Quando la salma di Emmett fu riportata a Chicago, Mamie decise di celebrare il funerale a bara aperta, affinché il mondo potesse vedere ciò che era stato fatto al figlio. Decine di migliaia di persone videro così il corpo martoriato di Emmett e le foto di quella violenza fecero il giro del Paese. Il caso Till divenne l'emblema della disparità di giustizia per i neri del Sud. La NAACP (National Association for the Advancement of Colored People) chiese a Mamie di girare il Paese per raccontare la vita e la morte del figlio e il processo che portò all'assoluzione i due colpevoli. Fu una delle campagne di raccolta fondi più di successo per la NAACP.
Mamie divenne il simbolo della lotta alla giustizia razziale e gran parte del suo attivismo si concentrò sull'educazione e l'istruzione, supportando per oltre quarant'anni i bambini che vivevano in stato di povertà e insegnando per 23 anni nel sistema scolastico pubblico di Chicago. Fondò The Emmett Till Players, un gruppo teatrale di bambini che portava in scena i discorsi dei più grandi leader dei diritti civili come Martin Luther King per ispirare speranza, unità e determinazione nel pubblico.
Nel 1971 ottenne il master's degree in amministrazione educativa presso l'Università Loyola di Chicago.
Era sposata dal 1957 con Gene Mobley, con il quale rimase insieme fino alla di lui morte avvenuta il 18 marzo 2000. Mamie si spense a Chicago il 6 gennaio 2003 e nello stesso anno fu pubblicato il suo libro di memorie Death of Innocence: The Story of the Hate Crime that Changed America, scritto a quattro mani con Christopher Benson.

## Eredità
Nel 2022 uscì il film Till - Il coraggio di una madre, incentrato prevalentemente sulla figura di Mamie, diretto da Chinonye Chukwu e interpretato da Danielle Deadwyler nei panni di Mamie e Whoopi Goldberg nei panni della madre.
Sempre nel 2022 Adrienne Warren interpretò Mamie nella miniserie Women of the Movement.
Il Congresso degli Stati Uniti d'America insignì Mamie Till-Mobley ed Emmett Till della medaglia d'oro del Congresso il 5 gennaio 2023, oggi esposta presso il Museo nazionale di storia e cultura afroamericana.

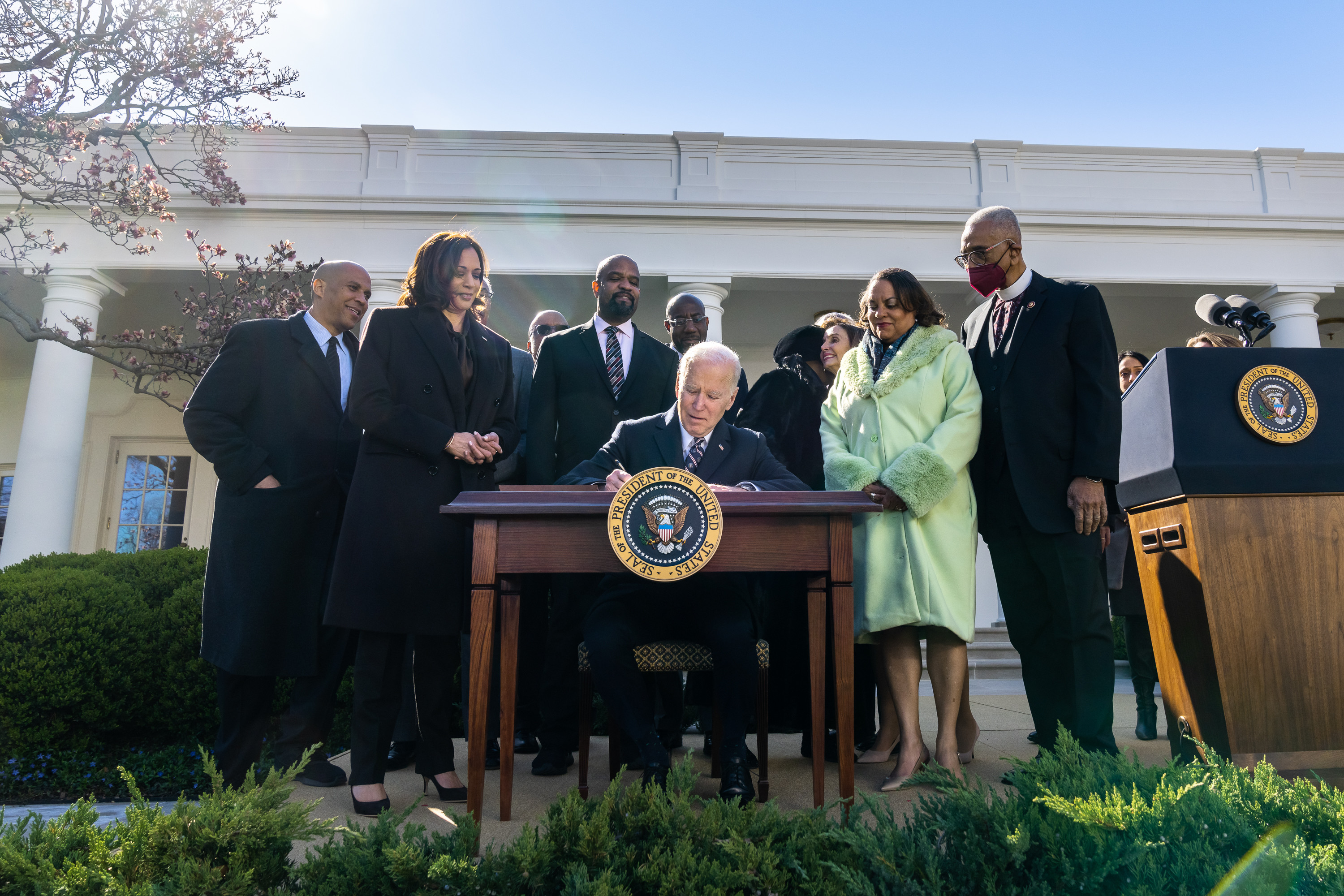
Il presidente Joe Biden firma l'Emmett Till Antilynching Act il 29 marzo 2022.

Nel 2022 il presidente degli Stati Uniti Joe Biden firmò l'Emmett Till Antilynching Act, una proposta di legge federale che rende il linciaggio punibile fino a trent'anni di carcere, approvata durante il 117º Congresso degli Stati Uniti d'America, passando con 422 voti favorevoli e 3 contrari alla Camera e con l'unanimità di voti favorevoli al Senato.
Nel 2023 le è stata dedicata una statua davanti alla Argo Community High School di Summit, Illinois.